# Villstads distrikt
Villstads distrikt är ett distrikt i Gislaveds kommun och Jönköpings län. Distriktet ligger omkring Smålandsstenar och Skeppshult i västra Småland.

## Tidigare administrativ tillhörighet
Distriktet inrättades 2016 och utgörs av socknen Villstad i Gislaveds kommun.
Området motsvarar den omfattning Villstads församling hade vid årsskiftet 1999/2000.

## Tätorter och småorter
I Villstads distrikt finns två tätorter och en småort.

### Tätorter
- Skeppshult
- Smålandsstenar

### Småorter
- Åtterås